# Leopoldo Franciolini
Leopoldo Franciolini, né le 1er mars 1844 et mort le 10 février 1920, est un antiquaire florentin connu pour ses activités de commerce, transformation et falsifications de clavecins au XIXe siècle.
Franciolini a profité de l'engouement des collectionneurs de son siècle pour les antiquités de toutes sortes afin d' établir sa réputation et ses affaires. Mais il ne se contentait pas d'acheter et revendre avec profit, il s'est aussi lancé dans une activité de contrefaçon qui lui valut des démêlés avec la justice (il fut en particulier condamné pour tentative d'escroquerie au détriment de l'industriel et collectionneur Wilhelm Heyer.  De très nombreux instruments passés par ses mains se trouvent aujourd'hui dans les grandes collections, tant publiques que privées. 
Son activité a été préjudiciable à plus d'un titre, car il a brouillé, en son temps, énormément de pistes concernant l'histoire des clavecins. Non content de fabriquer de faux « anciens » instruments, il utilisait pour cela des éléments pris sur des instruments authentiques qu'il démembrait, changeait les inscriptions des noms de facteur pour leur substituer des noms plus anciens ou inventés, modifiait des instruments anciens pour leur donner des caractéristiques différentes : selon E. Kottick, un nombre très important d'instruments italiens à deux, voire trois claviers, résultent de l'adjonction de claviers supplémentaires par Franciolini. 

## Carrière
On en connaît peu sur la vie de Franciolini. D'après les registres officiels, il est né le 1er mars 1844, se maria en 1879 (à 35 ans) et eut six enfants, dont l'un mourut avant d'atteindre l'âge adulte. Les documents le désignent comme organiste et antiquaire. Il est possible qu'il ait établi son atelier en 1879, date apparaissant sur ses catalogues. L'atelier occupa différents emplacements à Florence, et pendant une partie de sa période d'activité, son affaire a pu occuper simultanément plusieurs emplacements distincts. 
Franciolini a vendu de façon récurrente des instruments contrefaits ou modifiés dans son atelier afin de les rendre plus attractifs pour des clients mal informés. Par exemple, il ajoutait divers éléments de décoration, ou allait jusqu'à ajouter des claviers supplémentaires à des clavecins. Il inscrivait aussi des dates sur les instruments afin de les faire croire plus anciens qu'ils n'étaient et leur ajoutait de fausses signatures de facteurs. Ses modifications diminuaient en fait leur valeur musicale et encore plus leur valeur historique aux yeux des experts, les rendant également moins utiles pour les facteurs contemporains qui souhaitaient étayer leurs travaux sur l'exemple d'instruments historiques.  
Comme le remarque Edwin Ripin, il ne suffit pas aux experts ou aux amateurs d'aujourd'hui d'ignorer les instruments qui ont été à un moment ou à un autre sa propriété : en  effet, un grand nombre d'instruments authentiques sont également passés par son atelier. Ils étaient parfois modifiés de façon à mieux ressembler à ses propres réalisations, afin de donner à ces dernières une meilleure apparence de véracité.  
Deux catalogues d'instruments mis en vente par Franciolini (dont un avec les prix) sont reproduits dans l'ouvrage de Raymond Russell ci-dessous référencé.